# أزرو نآيت لحسن (آيت عروس - آيت الربع)
أزرو نآيت لحسن هو دُوَّار يقع بجماعة تيزغران، إقليم تيزنيت، جهة سوس ماسة في المملكة المغربية. ينتمي الدوّار لمشيخة آيت عروس - آيت الربع التي تضم 46 دوار. يقدر عدد سكانه بـ 18 نسمة حسب الإحصاء الرسمي للسكان والسكنى لسنة 2004.

## وصلات خارجية
- البوابة الوطنية للجماعات الترابية
- المندوبية السامية للتخطيط